# Красный Кут (мыс)
Красный Кут (укр. Красний Кут) — одна из северных точек Керченского полуострова, мыс на востоке Крыма на территории Ленинского района (Крым). Вдаётся в Арабатский залив (Азовское море). Расположен непосредственно у села Заводское.
Береговая линия мыса обрывистая.
На мысе расположен рыбный промысел.